# 예스페르 그룅키에르
예스페르 그룅키에르(덴마크어: Jesper Grønkjær, 1977년 8월 12일 ~ )는 덴마크의 전 축구 선수이다.